# Боян Богданович
Боян Богданович (на хърватски: Bojan Bogdanović) е хърватски баскетболист, играещ като гард или крило за Юта Джаз в НБА.

## Клубна кариера
Започва кариерата си в тима на Жрински Мостар. През 2005 г. е забелязан от Реал Мадрид и е привлечен в „кралския клуб“. Даден е под наем за още сезон в Жрински, след което няколко сезона играе за младежкия отбор на Реал. През сезон 2007/08 записва единствения си мач за Реал в Евролигата, а през следващата кампания е даден под наем в Мурсия. След като не получава шанс да бъде титуляр в мадридския клуб преминава в Цибона Загреб. Там в рамките на два сезона остая добри впечатления и през сезон 2010/11 вкарва по 18 точки средно на мач и добавя по 3.5 борби.
През лятото на 2011 г. е изтеглен в драфта на НБА от Маями Хийт, като правата му по-късно са обменени в Ню Джърси Нетс. Въпреки това хърватинът решава да подпише с Фенербахче Юлкер. В състава на „фенерите“ става шампион на Турция през 2014 г., освен това печели Суперкупата на страната същата година и Купата на Турция през 2013 г. През 2013 г. участва в Мача на звездите на турската Суперлига.
През юли 2014 г. подписва с Бруклин Нетс. Там успява да получи достатъчно игрово време при конкуренцията на играчи като Джо Джонсън и Андрей Кириленко и да изиграе 78 мача (28 като титуляр), в които вкарва 9 точки средно на мач. В плейофния етап започва в стартовия състав в 5 от 6-те изиграни мача от „мрежите“. След края на сезона е избран във втория идеален тим на новобранците в лигата. На 15 март 2016 г. вкарва рекордните в кариерата си 44 точки при победата със 116:106 над Финикс Сънс.
През февруари 2017 г. е обменен във Вашингтон Уизърдс. Престоят му при „магьосниците“ обаче е кратък и още през лятото преминава в Индиана Пейсърс. За двата си сезона в Индиана достига два пъти плейофната фаза, но и двата пъти Пейсърс отпадат още в първия кръг. На 11 февруари 2019 г. за първи път в кариерата си става играч на седмицата в Източната конференция.
През лятото на 2019 г. преминава в Юта Джаз. Става важна част от тима, като за 63 мача вкарва срендно по 20.2 точки и записва 4.1 борби. През сезон 2020/21 продължава да е основен играч в отбора на „джазмените“, който води в конференцията през голяма част от редовния сезон.

## Национален отбор
Дебютира за националния отбор на Световното първенство през 2010 г. Също участва на Евробаскет през 2013 и 2015 г. и на Световното първенство през 2014 г. На Олимпийските игри в Рио де Жанейро през 2016 г. е най-резултатният играч на турнира.

## Успехи
- Шампион на Хърватия – 2010
- Купа на Хърватия – 2009
- В идеалния отбор на Хърватската лига – 2010/11
- Шампион на Турция – 2014
- Купа на Турция – 2013
- Суперкупа на Турция – 2014
- В мача на звездите на турската Суперлига – 2013
- В идеалния отбор на новобранците на НБА – 2014/15 (втори тим)
- Баскетболист на седмицата в Източната конференция в НБА – февруари 2019